# Tachypeza
Tachypeza is een geslacht van insecten uit de familie van de Hybotidae, die tot de orde tweevleugeligen (Diptera) behoort.

## Soorten
Deze lijst van 28 stuks is mogelijk niet compleet.
- T. annularis Melander, 1928
- T. binotata Melander, 1928
- T. brachialis (Melander, 1902)
- T. clavipes Loew, 1864
- T. corticalis (Melander, 1902)
- T. discifera Melander, 1928
- T. distans Melander, 1928
- T. dolorosa Melander, 1928
- T. excisa Melander, 1928
- T. fenestratus (Say, 1823)
- T. fennica Tuomikoski, 1932
- T. fuscipennis (Fallen, 1815)
- T. heeri Zetterstedt, 1838
- T. hispanica Chvala, 1981
- T. humeralis Melander, 1928
- T. inusta (Melander, 1902)
- T. nubila (Meigen, 1804)

- T. portaecola (Walker, 1849)
- T. postica (Walker, 1857)
- T. pruinosa Coquillett, 1903
- T. rostrata Loew, 1864
- T. sericeipalpis Frey, 1913
- T. subnubila Raffone, 2003
- T. tanaisense Kovalev in Chvala, 1975
- T. truncorum (Fallen, 1815)
- T. vittipennis (Walker, 1857)
- T. winthemi Zetterstedt, 1838
- T. yinyang Papp & Foldvari, 2001